# Yerupajá
El nevado de Yerupajá está situado en la cordillera de Huayhuash, en las nacientes del Alto Marañón, en el centro del Perú, América del Sur. Es el pico más alto de la cordillera, tiene 6.634 m de altitud, lo que lo convierte en el segundo del Perú, siendo el primero el Huascarán y el de mayor altura de la cuenca amazónica. La primera ascensión a su cima fue realizada en 1950 por Jim Maxwell y David Harrah.

## Oronimia
Yerupajá proviene del quechua y significa "amanecer blanco" (yuraq, blanco; pajaj, amanecer).
Este orónimo provendría del apócope y la metátesis del verbo yuriy (aparecer, nacer) en yiru y del sustantivo paqsa (resplandor de la luna) en pasa y luego paja. De modo que Yerupajá significaría "aparece como resplandor de la luna".

## Ubicación geográfica
Se encuentra ubicado en el límite de los departamentos de Áncash, Huánuco y Lima. Sus coordenadas son: 10°16′08″S 76°54′19″O / -10.26889, -76.90528. Su nombre popular es El Carnicero,[cita requerida] siendo esta la segunda altura del Perú, es sin embargo muy difícil ascenderlo debido a sus aristas y paredes casi verticales, resultando ideal para la práctica del andinismo profesional.

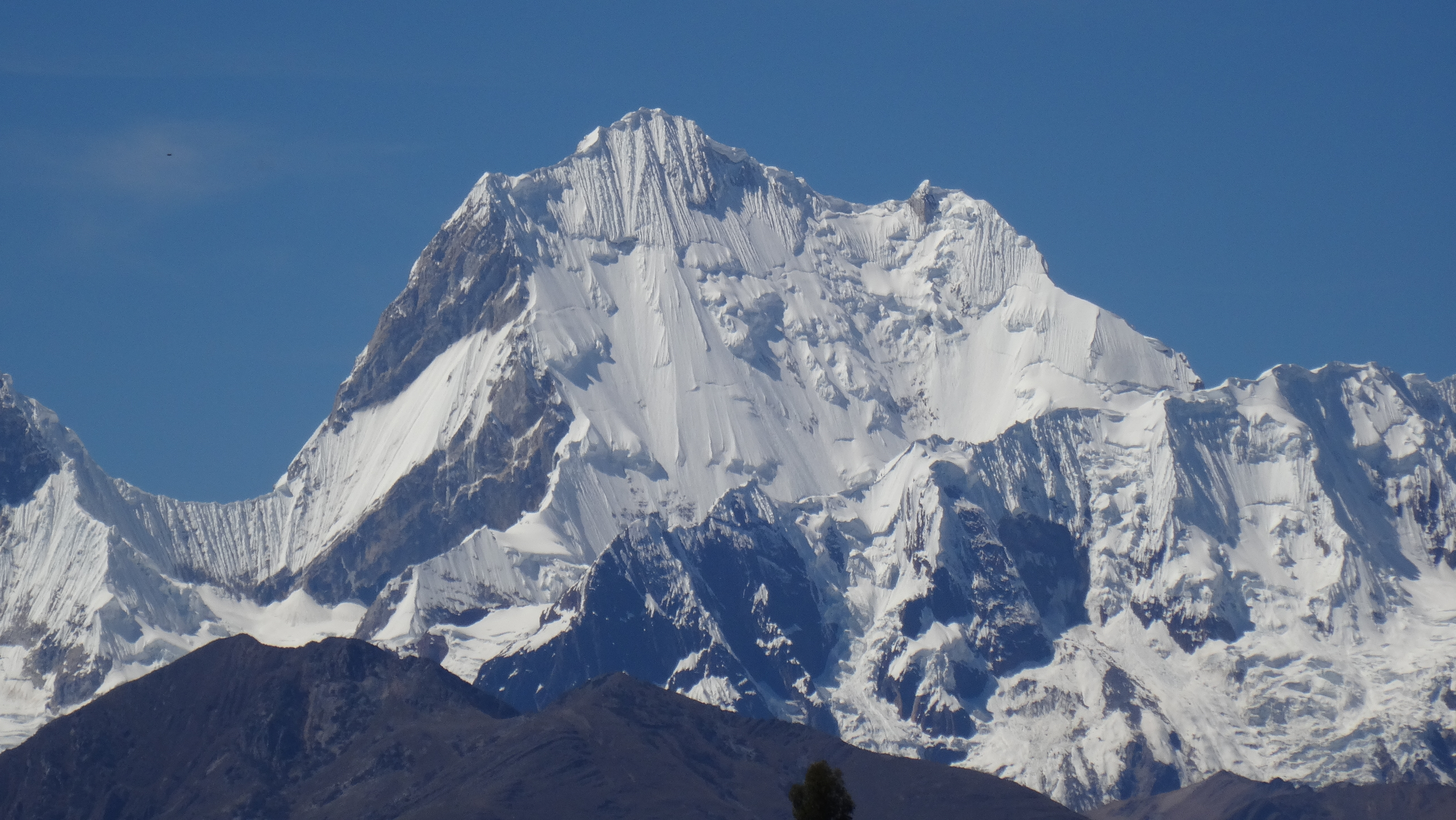
Pared oeste de la montaña vista de la vía que va desde Chiquián hacia Conococha.

## Prominencia y vistas
Vista a distancia el Yerupajá es gigantesco con relación a los demás nevados que conforman la cordillera. Respecto a su pared oriental que es la más escarpada, correspondiente al distrito de Queropalca, provincia de Lauricocha en la Región Huánuco no tiene una forma definida. Sus imponentes aristas son visibles desde Conococha, Chiquián, alturas de Mina Llipa, Cajamarquilla, Rondos, Queropalca y desde puntos sobre una circunferencia imaginaria de radio de 60 km, a una altitud de 4000 m s. n. m.
La cara occidental se divisa desde Chiquián, tiene forma de hacha cuyo filo, que es la cumbre, da la impresión de bisecar el firmamento en dos parcialidades del azul infinito.

## Ascensos notables
- 1950 Southern flank of West Face FA of peak by David Harrah and James Maxwell.[2]
- 1966 Direct West Face 2nd ascent of peak, FA of route over 13 days by Leif Patterson and Jorge Peterek.[2]
- 1968 Northeast Face FA of route by Chris Jones and Paul Dix (summit, July 30), supported by Dean Caldwell and Roger Hart (all USA).[3]
- 1979 Primera ascensión Mexicana Cumbre Sur, Nabor Castillo, Antonio Carmona, Vicente Hinojosa